# Malaja Kokšaga
La Malaja Kokšaga (in russo Малая Кокшага?; in mari Изи Какшан, Izi Kakšan; letteralmente "Piccola Kokšaga") è un fiume della Russia europea centrale (Repubblica dei Mari), affluente di sinistra del Volga.

## Descrizione
Nasce dall'estremo lembo sudoccidentale della catena di rilievi collinari degli Uvali della Vjatka (Vjatskie Uvaly), scorrendo con direzione mediamente meridionale in una regione pianeggiante in alcuni tratti paludosa, sfociando nel Bacino di Samara, nel medio corso del Volga dalla sinistra idrografica, alcuni chilometri a valle di Mariinskij Posad. L'unica città di rilievo toccata nel suo corso è Joškar-Ola, capitale della Repubblica Autonoma dei Mari El. Il fiume ha una lunghezza di 194 km, l'area del suo bacino è di 5 160 km².
Come gli altri fiumi della zona, è gelato da novembre ad aprile.